# Palazzo delle Poste (Reggio Calabria)
Palazzo delle Poste e Telegrafi di Reggio Calabria rappresenta una tra le migliori costruzioni neoclassiche della città. L'edificio occupa l'intero isolato delimitato dal corso Vittorio Emanuele III e dalle vie Miraglia, Valentino e Foti.

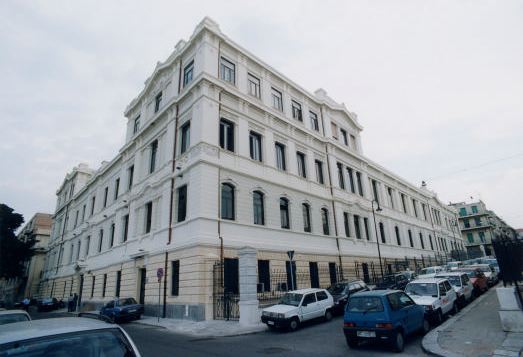
Prospetto sul Corso Vittorio Emanuele III.

## Storia
L'edificio sorge nel luogo in cui prima del sisma del 1908 insisteva il Convento dei Padri Domenicani, esempio di architettura post terremoto del 1783 e nato dal progetto dell'ingegnere Alfredo Ferretti.

## Descrizione architettonica
L'edificio, a causa del dislivello del terreno, si snoda in altezza per tre piani fuori terra sul lato che affaccia sul corso Vittorio Emanuele mentre per due elevazioni sul lato principale che guarda la via Miraglia. La pianta planimetrica è rettangolare con al centro un cortile interno che presenta geometria più semplice ed è privo del bugnato di base e dei motivi ornamentali che caratterizzano le facciate esterne. L'intero manufatto nelle sue facciate esterne è suddiviso orizzontalmente da cornicioni marcapiano che introducono ai diversi modi in cui sono trattate le pareti delle facciate. Il bugnato di base è composto da una malta grossolana, lavorata a dossi ed avvallamenti irregolari per simulare una pietra a spacco grezzo. Le pareti superiori sono ricoperte da un intonachino con caratteristica lavorazione a finto travertino. L'accesso principale all'edificio, costituito da tre portali a trave orizzontale e muniti di tre cancelli in ferro battuto artisticamente lavorato, si trova sulla via Miraglia e dà accesso alla grande sala riccamente decorata dove hanno sede gli sportelli per il pubblico. Le finestre del piano inferiore si susseguono ritmicamente per tutti i prospetti seguendo due ordini architettonici, talune sono architravate altre presentano nella parte sommitale un leggero arco. Le finestre dei piani superiori, invece, sono monofore o bifore a trave dritta e delimitate da lesene o colonne con capitello di ordine ionico o corinzio. Sotto la linea di gronda si snoda una trabeazione scandita da una sequenza di colonnine mentre la parte sommitale dell'edificio è caratterizzata da un cornicione di gronda che in corrispondenza di alcune finestre si rialza per formare alcuni timpani triangolari al cui interno si trovano dei bassorilievi di figure umane. Sul prospetto che affaccia sul corso Vittorio Emanuele III si trovano agli angoli, disposti in modo simmetrico, due corpi di fabbrica staccati ma identici che richiamano gli elementi architettonici dei prospetti dell'edificio. Il tutto è concluso da un parapetto ritmato da colonnine ed elementi decorativi in stucco.